# Шарль Луї Ганон
Шарль Луї Ганон (фр. Charles-Louis Hanon 2 липня 1819 , Ренескюр — 19 березня 1900 , Булонь-сюр-Мер) — французький музикант, композитор і музичний педагог.

## Життя і творчість
Займався органом під керівництвом Шарля Вервуата, в 1846 році змінив його на посту органіста в церкві Сен-Жозеф в Булонь-сюр-Мер, однак в 1853 р. був відправлений у відставку і замінений юним Олександром Гільманом. Надалі жив у тому ж місті, викладаючи фортепіано в міських школах і церковних притулках.
Відомий, перш за все, своїми методичними посібниками, серед яких — «Піаніст-віртуоз. 60 вправ для досягнення швидкості, незалежності, сили і рівномірного розвитку пальців, а також легкості зап'ястя»(фр. Le pianiste virtuose en 60 exercices, calculés pour acquérir l'agilité, l'indépendance, la force et la plus parfaite égalité des doigts ainsi que la souplesse des poignets doigts ainsi que la souplesse des poignets ; +1873). Цей збірник вправ являє собою третю частину чотиритомного навчального посібника: перша частина навчала початківця піаніста основам техніки і нотації, друга включала оброблені для дидактичних цілей п'єси і фрагменти з фортепіанних творів минулого, а заключна частина складалася з фортепіанних п'єс самого Анона, з приводу яких Ф. Руж'є в новітньому виданні музичного словника Гроува зауважує, що «незначність їх музичного змісту порівнянна з порожнечею їх назв» . У 1878 р вся праця Ганона був удостоєний срібної медалі на Всесвітній виставці в Парижі і прийнятий навчальним посібником Паризької консерваторією, про що свідчить опублікований в перевиданні цього року лист провідних викладачів консерваторії — Антуана Мармонтеля, Жоржа Матіа і Фелікса Ле Куппе. У наступні роки збірник здобув популярність серед музикантів і музичних педагогів по всьому світу.
Інша значна педагогічна робота Анона, що отримала не меншу популярність при його житті, — «Нова практична і популярна система навчання акомпанементу до церковного співу» (фр. Système Nouveau pratique et populaire pour apprendre à accompagner tout Plain-Chant… accompagner tout Plain -Chant …; 1859). Цей посібник призначений для навчання парафіян без музичної освіти нескладному акомпанементу на фісгармонії. Посібник здобув популярність і в 1867 році Ганон удостоївся за нього листа-подяки від Папи Пія IX .

## Список творів
- 1856
  - «Останнє судження» (Le jugement dernier), для органа
- 1859
  - «Нова система» (Système nouveau)
- 1860
  - «„Савойські гори“» (Les Montagnes de la Savoie) для фортепіано
- 1863
  - « Віфлеєм» (Bethléem), для фісгармонії або органа
  - « Гра мого серця» (Joie de mon coeur), для фортепіано
  - « Початкові уроки гармонії» (Leçons élémentaires d'harmonie)
  - « Вигнання, медитація» (L'Exilée, méditation), для фортепіано
- 1865
  - «Око матері Григорії» (Le Bourriquet de la Mère Grégoire), для фортепіано
  - «Похоронний марш» (Marche funèbre), для фортепіано
  - « Сент-Марі-Мадлен, медитація» (Sainte Marie-Madeleine, Méditation), для органу або гармонії
  - «Сім гімнів на три голоси» (Sept Hymnes à trois voix)
  - «Сувеніри зі Швейцарії» (Souvenirs de Suisse), фантазія для фортепіано
  - «Ти, ти» (You, you,) пастораль для фортепіано
- 1866
  - «Захоплення молодих піаністів» (Les délices des Jeunes Pianistes)
  - «Неаполітанська тарантела» (Stalla Napolitana, tarentelle), для фортепіано
- 1868
  - «Сувеніри з Бретані» (Souvenirs de Bretagne), для фортепіано
- 1871
  - «Повне вивчення органу» (Etude Complète de l'Orgue)
  - «Шість елегантних фантазій на найкрасивіші мотиви Белліні та Россіні» (Six fantaisies élégantes sur les plus beaux motifs de Bellini et de Rossini), для фортепіано
- 1872
  - «50 популярних пісень» (50 Cantiques populaires)
  - «Вигнанець. Медитація» (L'Exilée, Méditation («Ah quand viendra-t-il»)
  - «Фрагменти шедеврів великих майстрів» (Extraits des chefs d'oeuvre des grands maîtres для фортепіано, органа або фісгармонії
  - «Мрія про щастя» (Un Rêve de Bonheur, caprice pour piano)
- 1873
  - «Піаніст-віртуоз» (Le Pianiste Virtuose)
- 1877
  - «Елементарний метод фортепіано» (Méthode élémentaire de piano)
- 1878
  - « 31 пісня за 4 уроки» (31 morceaux en 4 cours)[6]

## Нотографія
- Ганон, Шарль-Луї. Піаніст-віртуоз [Ноты]: [60 вправ для досягнення спритності, незалежності, сили та рівномірності пальців, а також легкості руки при грі на фортепіано: Навч. посіб.] / комп. Ш. Ганон